# Хранча
Хранча је насељено мјесто у општини Братунац, Република Српска, БиХ. Према попису становништва из 2013. године, у насељу је живјело 319 становника.

## Географија
Село је удаљено 3 километра од Братунца.

## Историја
У Хранчи је 20. јула 1992. свирепо убијено седморо српских цивила од стране АРБиХ.

## Становништво
Према попису становништва из 1991. године, мјесто је имало 701 становника. Већина становника су Бошњаци.
| Демографија | Демографија | Демографија |
| Година      | Становника  | Становника  |
| ----------- | ----------- | ----------- |
| 1948.       | 321         |             |
| 1953.       | 364         |             |
| 1961.       | 408         |             |
| 1971.       | 522         |             |
| 1981.       | 609         |             |
| 1991.       | 699         |             |
| 2013.       | 319         |             |